# Zorán Sztevanovity
Zorán Sztevanovity (srb. Zoran Stevanović, Зоран Стевановић, ur. 4 marca 1942 w Belgradzie) – węgierski muzyk rockowy serbskiego pochodzenia, gitarzysta, wokalista, kompozytor.

## Życiorys

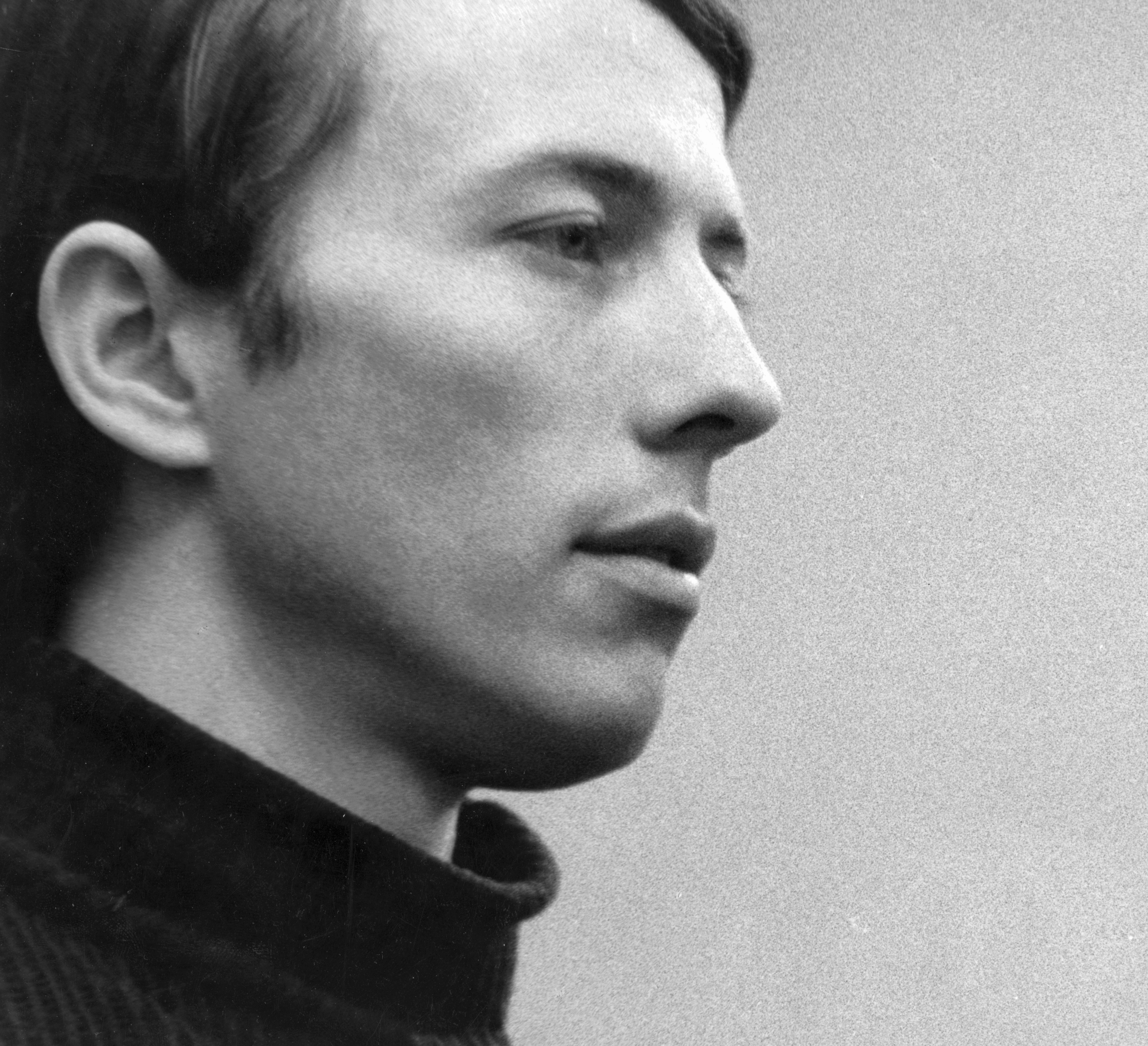
Sztevanovity w 1966

Urodzony w Belgradzie. W 1948 roku jego rodzice przyjechali do Budapesztu w ramach misji dyplomatycznej. W 1960 roku wraz z bratem Dusánem założył zespół Zenith, który zmienił później nazwę na Metro. Początkowo grupa grała covery, a od 1966 roku – własne utwory. W 1963 Sztevanovity ukończył Politechnikę Budapeszteńską. W Metro Sztevanovity występował do 1971 roku, po czym pracował jako DJ, był krótko basistą w zespole Taurus Ex-T oraz pracował w branży hotelarskiej w Europie Zachodniej. W 1974 roku wrócił na Węgry. Dwa lata później nawiązał wieloletnią współpracę z Gáborem Presserem, a w 1977 roku nagrał swój pierwszy solowy album – Zorán. Większość tekstów do jego piosenek pisał jego brat Dusán. W 1982 roku otrzymał nagrodę im. Ferenca Liszta, a w latach 1987–1988 został ogłoszony węgierskim wokalistą roku. Ze względu na kryzys ekonomiczny lat 80. Sztevanovity w tym okresie pracował dodatkowo jako producent muzyczny i prezenter w Calypso Rádió.
W 1992 roku wziął udział w koncercie wskrzeszonego zespołu Metro, zaś rok później jako pierwszy węgierski artysta zagrał koncert typu unplugged, co miało miejsce w sali koncertowej Vigadó, oraz świętował trzydziestolecie działalności muzycznej, zwieńczone powstaniem biografii muzyka i listopadowym koncertem w Budapest Sportscarnok. W 2002 roku zapowiedział przerwę w koncertowaniu, ale już rok później udzielił koncertu w nowo otwartej Papp László Budapest Sportaréna z towarzyszeniem Budapeszteńskiej Orkiestry Symfonicznej.

## Nagrody
- nagroda im. Ferenca Liszta (1982)
- węgierski wokalista roku (1987–1988)
- Krzyż Oficerski Orderu Zasługi Republiki Węgierskiej (1994)
- nagroda Arany Európa (1994)
- Złota Żyrafa – za całokształt twórczości (1998)
- Lyra (1998)
- nagroda Kossutha (2006)
- Prima Primissima (2006)

## Dyskografia

### Albumy studyjne
- Zorán (1977)
- Zorán II. (1978)
- Zorán III. (1979)
- Tizenegy dal (1982)
- Édes évek (1985)
- Szép holnap (1987)
- Az élet dolgai (1991)
- Majd egyszer… (1995)
- 1997 (1997)
- Az ablak mellett (1999)
- Így alakult (2001)
- Közös szavakból (2006)
- Körtánc – Kóló (2011)
- Egypár barát (2013)

### Albumy koncertowe
- Az elmúlt 30 év… (1993)
- Zorán koncert (1996)
- Zorán koncert – Budapest Sportaréna 2003 (2003)
- Közös szavakból koncert – Sportaréna 2007 (2007)
- Zorán Aréna 2011 Nők Lapja kiadvány (2012)
- Aréna 2017 Unplugged (2017)
- Aréna 2017 Unplugged – Nők Lapja kiadvány (2017)
- Aréna 2019 (2019)

### Kompilacje
- 1977–1990 (1990)
- Hozzám tartozol (1998)
- Zorán (2002)
- 34 dal (2009)
- Apám hitte (2014)
- Elszeretett dalok (2016)